# Eutelia distracta
Eutelia distracta är en fjärilsart som beskrevs av Walker 1865. Eutelia distracta ingår i släktet Eutelia och familjen nattflyn. Inga underarter finns listade i Catalogue of Life.